# Béhierite
La béhierite (ou parfois béhiérite) est un minéral très rare, un borate de tantale naturel de formule (Ta,Nb)BO4,. La béhiérite est également l'un des minéraux de tantale les plus simples. Elle contient de simples anions borates tétraédriques, au lieu dedes groupes BO3 plans plus courants. Elle forme une solution solide avec son analogue du niobium, la schiavinatoïte. Tous deux ont une structure de type zircon (tétragonale, groupe d'espaceI41/amd) et se retrouvent dans les pegmatites. La béhierite et l'holtite sont des minéraux dont l'essentiel est le tantale et le bore. L'IMA lui attribue le symbole Béh. 
La béhierite a été nommée en l'honneur du minéralogiste français Jean Béhier (1903 - 1965), découvreur du minéral en 1959, alors qu'il travaillait pour le service géologique sur l'île de Madagascar. 

## Occurrence et association
L'environnement de la béhierite est la pegmatite granitique de Manjaka et d'Antsongombato à Madagascar. Les minéraux associés sont l'albite du groupe de l'apatite contenant du manganèse, la lépidolite, l'elbaïte ou l'elbaïte– liddicoatite, le feldspath, la pollucite, le quartz, la rhodizite et la schiavinatoïte. 

## Structure cristalline
La béhiérite cristallise dans un groupe d'espace I41/amd, avec la structure quadratique (ou tétragonale) des systèmes réticulaires primitifs. 
La structure cristalline du TaBO4 synthétique a été détaillée par Range et al. (1996). Comme la béhierite est analogue de la schiavinatoïte, leurs structures cristallines devraient être similaires. 